# Mountain Studios
I Mountain Studios sono degli studi di registrazione, situati a Attalens (in precedenza a Montreux), Svizzera. Questi furono di proprietà dei Queen dal 1979 fino al 1993. Da 1993, David Richards, produttore e collaboratore tecnico della band, è stato proprietario degli studi fino al 2013 anno della sua morte.

## Album registrati negli studi
- Queen
  - Jazz (1978)
  - Hot Space (1982)
  - A Kind of Magic (1986)
  - The Miracle (1989)
  - Innuendo (1991)
  - Made in Heaven (1995)
- Brian May
  - Back to the Light (1992)
- Freddie Mercury & Montserrat Caballé
  - Barcelona (1988)
- Roger Taylor
  - Fun in Space (1981)
  - Strange Frontier (1984)
- The Cross
  - Shove It (1988)
  - Mad, Bad, and Dangerous to Know (1990)
- AC/DC
  - Fly on the Wall (1985)
- David Bowie
  - "Heroes" (1977)
  - Lodger (1979)
  - Tonight (1984)
  - Never Let Me Down (1987)
  - Black Tie White Noise (1993)
  - The Buddha of Suburbia (1993)
  - Tonight (album David Bowie) (1995)
- Iggy Pop – Blah Blah Blah (1986)
- Chris Rea
  - Water Sign (1983)
  - Wired to the Moon (1984)
  - Shamrock Diaries (1985)
  - On the Beach (1986)
- The Rolling Stones - Black and Blue (1976)
- The Yes - Going for the One (1977)
- Magnum – Vigilante (1986)
- Bluvertigo - Zero - ovvero la famosa nevicata dell'85 (1999)